# Данакт Илирски
Свети Данакт Илирски је ранохришћански светитељ, мученик, црквени чтец из Валоне (Илирија), који је био прогоњен и пострадао од пагана у 2. веку.
Успомену на мученика Данакта Православна црква празнује 16. (29.) јануара.

## Биографија
Кратка житија мученикаДанакта сачувана су у Синаксару Цариградске цркве (крај 10. века) и у Минологији Василија II (крај 10. – почетак 11. века). Према житијима, Данакт је служио као чтец у једној од цркава у граду Авлону (сада Валона, Албанија). За време прогона хришћана, желећи да сачува црквене ствари од скрнављења, Данакт се сакрио у забачено место, пет миља од града према мору. Пагани су, сазнавши место његовог скровишта, почели да приморавају чтеца да принесе жртву Дионису, старогрчком богу вина. Данакт је то одбио, због чега је убијен мачем, а тело му бачено у море. Рани синаксари не помињу време Данактовог мучеништва, међутим, у делу „Житија светих“ Дмитрија Ростовског указује се на 2. век.